# ニュー・サウスゲイト
ニュー・サウスゲイト（New Southgate）は、ロンドンのバーネット・ロンドン特別区にある地域である。インフィールド・ロンドン特別区の南西に位置する。
このエリアは3つの自治区のミーティングポイントに位置する：バーネット・ロンドン特別区、インフィールド・ロンドン特別区とハーリンゲイ・ロンドン特別区。また、サウスゲイトの近くに位置するが、別々の地域としてみられる。

## 近隣地区
- サウスゲイト
- アーノス・グローヴ
- ボウンズ・グリーン
- コールニー・ハッチ
- フレアン・バーネット
- ブランスウィック・パーク